# Bíborosi Kollégium
A Bíborosok Testülete (1983-ig Bíborosok Szent Testülete) egy különleges testület, ami Szent Római Egyház valamennyi bíborosából áll.
A Bíborosok Testületének eredete és a három rendje – püspökbíborosok, presbiterbíborosok és diakónusbíborosok – a Római Egyházmegye 8. századi egyházi viszonyaira nyúlik vissza. III. István pápa kikötötte, hogy a környező Ostia, Porto és Silva Candida, Albano, Frascati és Tusculum, Velletri, Prenestre (Palestrina) és Sabina egyházmegyék hét püspökének felváltva kellett ellátnia a heti liturgikus istentiszteletet a lateráni bazilikában, a Római Egyházmegye székesegyházában. Ezért ezeket a püspököket püspökbíborosoknak (latinul: episcopi cardinalisnak) nevezték.